# NGC 5293
NGC 5293 (другие обозначения — UGC 8710, MCG 3-35-24, ZWG 102.57, PGC 48854) — спиральная галактика (Sc) в созвездии Волопас.
Этот объект входит в число перечисленных в оригинальной редакции «Нового общего каталога».